# Karina - Pligter og leg (nr. 4)
Karina - Pligter og leg (nr. 4) er en dansk dokumentarfilm fra 1979 instrueret af Peter Jürgensen, Hans Skov Jürgensen og Jesper Glatved og de pågældende eget manuskript.
Filmen er en del af en serie på fire film; de øvrige tre er Karina - Morgen i huset (nr. 1), Karina - Dagens arbejde (nr. 2) og Karina - Hjemme og i byen (nr. 3).

## Handling
Karina er en tre år gammel pige, som bor i højlandet i det sydamerikanske land Ecuador. De fire film fortæller på en enkel måde om dagligdagen, som den former sig for pigen og hendes familie. Filmene kommer ind på emner som boligforhold, påklædning, familiens sociale liv, arbejdet på markerne og derhjemme, forholdet mellem byen og landet, sanitære forhold mm. En speaker supplerer fyldigt, hvad der ses på billederne i filmene. Filmene henvender sig til børnehavebørn og til børn i de første skoleklasser. I denne fjerde film ser man bedstefaderen, som en tidlig morgen er taget på fiskeri i søen. Karina møder ham på vejen hjem med fangsten og med sivbåden, der skal tørre i solen. Familien dyrker majs på et lille stykke jord. Karina leger i majsmarken og på gårdspladsen. Der fortælles hvilken sundhedsmæssig betydning det har at søens vand bruges til vask, til at bade i og til at drikke af.